# Valle dell'Angelo
Valle dell'Angelo é uma comuna italiana da região da Campania, província de Salerno, com cerca de 406 habitantes. Estende-se por uma área de 36 km², tendo uma densidade populacional de 11 hab/km². Faz fronteira com Laurino, Piaggine, Rofrano, Sanza.

## Demografia
| Variação demográfica do município entre 1861 e 2011                               |
|                                                                                   |
| Fonte: Istituto Nazionale di Statistica (ISTAT) - Elaboração gráfica da Wikipedia |